# Trophomera breviptera
Trophomera breviptera is een rondwormensoort uit de familie van de Benthimermithidae. De wetenschappelijke naam van de soort is voor het eerst geldig gepubliceerd in 1982 door Petter.